# Aaron Troschke
Aaron Troschke (* 3. August 1989 in Ost-Berlin) ist ein deutscher Moderator, Reporter, Webvideoproduzent und Unternehmer. Er wurde durch seine Auftritte bei Wer wird Millionär? sowie Promi Big Brother bekannt und ist Betreiber mehrerer YouTube-Kanäle.

## Leben
Aaron Troschke absolvierte nach einer abgebrochenen Ausbildung zum Masseur und medizinischen Bademeister zunächst eine Ausbildung zum Einzelhandelskaufmann bei Shell, danach bei einem Herrenausstatter. Von 2011 an war er vorübergehend Besitzer und Betreiber des Backshops „Back & Snack“ in Berlin-Weißensee, dem Heimatbezirk seiner Eltern. Den Backshop betrieb er zehn Jahre lang nicht selbst, sondern verpachtete ihn zugunsten seiner Medienkarriere.
Troschke hat sich mehrfach erfolglos als VIVA-Moderator beworben. Bekannt wurde er 2012 durch seinen Auftritt in der RTL-Fernsehshow Wer wird Millionär?, bei dem er 125.000 Euro erspielte. Günther Jauch wurde für die insgesamt drei Folgen mit Troschke für den Grimme-Preis nominiert. Daraufhin war Troschke in diversen Talkshows wie z. B. stern TV und Markus Lanz zu Gast. Im Sommer 2012 war Troschke Backstage-Reporter für Punkt 12 bei Das Supertalent. Im Dezember 2012 war er Einheizer bei der ersten von Markus Lanz moderierten Ausgabe Wetten, dass..? Anschließend studierte Troschke in der Frank-Elstner-Masterclass der Axel-Springer-Akademie. Die Ausbildung brach er jedoch ohne Abschluss ab, um seinen 2013 gestarteten YouTube-Kanal Hey Aaron!!! aufzubauen. 2013 moderierte er seine eigene Radiosendung beim Berliner Lokalsender 105’5 Spreeradio, Aaron backt und schnackt.
Troschke ist der Gewinner der 2. Staffel der Sat.1-Reality-Show Promi Big Brother, die vom 13. bis 29. August 2014 gesendet wurde. Er gewann bei „Promi Big Brother“ 100.000 €.
Aaron Troschke hat zwei Brüder und eine Schwester, die immer wieder auf seinem YouTube-Kanal zu sehen waren.
Am 31. Januar 2015 war Troschke Teilnehmer der Show „Let’s Play Poker“, die live auf MyVideo übertragen wurde und in der acht bekannte YouTuber gegeneinander Poker spielten. Seit August 2015 moderiert Troschke die Webshow von Promi Big Brother (Sat.1).
Am 10. August 2017 veröffentlichte Troschke sein Buch Glück gehabt!!! — Meine vielen Leben von der Tankstellenaushilfe zum Kioskbesitzer, vom Fernsehkandidaten zum YouTube-Phänomen.
Von 2017 bis 2018 moderierte er auf RTL II zusammen mit Trödelexpertin Johanna Schultz die Sendung „Dein Krempel oder ich!“. Seit Mitte 2018 moderiert er die Quiz-Show „QuizHero“. Seit Dezember 2018 hat Troschke zusammen mit C-BAS von Bullshit TV den Podcast Hauptsache Podcast. Seit August 2020 hat Troschke beim Streaminganbieter Joyn seine eigene Serie Shame Game, die aus sechs Folgen besteht. Seit Oktober 2020 moderiert er mit Nathalie Koch die Show Stars & Stories bei bild.de. Im April 2021 kündigte er auf seinem Instagram-Profil für den Mai desselben Jahres seine eigene Promi-News-Serie an, ebenfalls bei Joyn. Sie soll den Namen Achtung Aaron! tragen.
Aaron Troschke war 2014 Mitgründer der Firma ReachHero, die im Influencer-Marketing tätig ist. Gemeinsam verkauften die Gründer ihre restlichen Anteile an der Firma im Februar 2019. Blockescence hält nun knapp 70 % der Anteile. Auch das Influencer-Netzwerk Mediakraft gehört zu Blockescence.
Ende 2020 gab Troschke bekannt, dass er zusammen mit Philipp John in den Fahrzeughersteller eRockit investiere. Auch der Fußballspieler Max Kruse damals in Diensten bei   Union Berlin ist dort Anteilseigner. Außerdem plant er, seinen Kiosk wieder selbst zu führen. Auch andere Influencer sollen dort für einige Tage arbeiten.
Seit April 2021 ist Troschke Gesellschafter der Der Kiosk 030 GmbH, die einen Entertainment Kiosk in Berlin betreibt.
Troschke ist verheiratet und hat ein Kind.

## YouTube-Kanal
Ein Schwerpunkt seines YouTube-Kanals ist der Besuch von verschiedenen Messen (z. B. die Venus, die Glow) und von Presseevents (z. B. Preisverleihungen wie von Miss Germany oder dem Echo). Dort interviewt er die Besucher, häufig auch andere Influencer, und stellt ihnen Fragen (sogenannte Idiotentests) zu allgemeinen Themen (sie sollen z. B. prominente Menschen erkennen, ihnen bedeutende Erfindungen zuordnen, bekannte Sehenswürdigkeiten benennen oder Orte auf Landkarten bestimmen) oder zu (politischen) Ereignissen.
Ein weiteres Format von ihm ist Ein Aaron für alle Fälle, bei dem er für einen Tag verschiedene Unternehmen besucht und die Arbeit dort vorstellt. Diese sogenannten Praktika hat er bereits bei verschiedensten Betrieben absolviert, z. B. bei Rossmann, der Deutschen Bank, der Berliner Polizei und bei der Bild, aber auch bei einem Konzert von Vanessa Mai, oder in den Geschäften von Norbert Zajac und Thomas Panke.

## Podcasts
- 2018–2021: „Hauptsache Podcast“; Aaron Troschke mit C-BAS[24]
- seit 2023: „Hauptschul-Niveau“; Aaron Troschke, Marvin Wildhage, Timo Schmidt

## Radio
- 2012–2013: Aaron backt und schnackt auf 105’5 Spreeradio

## Fernsehen

### Reporter / Moderator
- 2012–2013: Backstage-Reporter (RTL, Das Supertalent für RTL Punkt 12)
- 2012: Warm up (ZDF, als Gast in der Markus-Lanz-Talkshow „Warm up“ bei dessen erster Wetten, dass..?-Sendung)
- 2014: Sat.1-Frühstücksfernsehen (stellt Webvideoproduzenten vor)
- 2014–2015: Galileo (ProSieben, als Reporter)
- 2015: FestivalDays (RTL II)
- 2015–2020, 2022: Promi Big Brother (Sat.1), in verschiedensten Funktionen, 2015: Webshow, 2016: Weblounge, 2017: Warm up und Late Show (mit Melissa Khalaj), 2018: Webshow, 2019: Watch Together Show, 2020: Warm up Show, 2022: Gerüchteküche und Late Night Show, 2022: Promi Big Brother – Die Late Night Show (als Vertretung für Jochen Bendel)
- 2015, 2020: Big Brother (sixx, Sat.1, 2015: als Sidekick, 2020: Webshow)
- 2016: WOW Of The Week (RTL II)
- 2017: Dein Krempel oder ich! (RTL II, als Moderator)
- seit 2018: Quizhero
- 2019: Abenteuer Leben (Kabel eins, als Reporter)
- 2020: Akte (Sat.1, als Reporter)
- seit 2020: Stars & Stories (Bild, als Moderator)
- 2023: Kampf der Realitystars - Die Stunde nach der Stunde der Wahrheit (RTL Zwei, zusammen mit Bella Lesnik)

### Als Gast / Teilnehmer
- 2012: Wer wird Millionär? (RTL, Kandidat über drei Sendungen: 21., 24. und 28. September 2012)
- 2012: Menschen, Bilder, Emotionen (RTL)
- 2014: Promi Big Brother (Sat.1)
- 2014: TV total (ProSieben)
- 2021: Wer weiß denn sowas? (ARD)
- 2021: Mask Off (Joyn)
- 2021: Das große Deutschland-Quiz (ZDF, Staffel 1, Folge 4)[25]